# Casita
Casita är en 1 405 meter hög stratovulkan i västra Nicaragua, tio kilometer nordost om Chinandega. Den ligger två kilometer öster om den större vulkanen San Cristóbal. Under Orkanen Mitch år 1998 drabades Posoltega av en Lahar från vulkanen Casita, i vilken mer än 2000 personer omkom.